# Belloy
Belloy é uma comuna francesa na região administrativa de Altos da França, no departamento de Oise. Estende-se por uma área de 2,98 km². Em 2010 a comuna tinha 95 habitantes (densidade: 31,9 hab./km²).